# Michael Heinrich Gribner
Michael Heinrich Gribner (auch Griebner; * 14. Oktober 1682 in Leipzig; † 19. Februar 1734 ebenda) war ein deutscher Rechtswissenschaftler.

## Leben

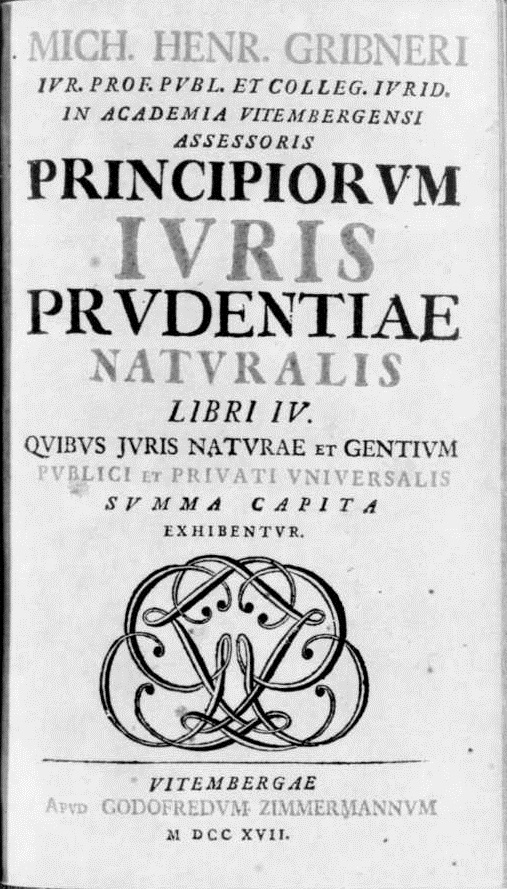
Principia iurisprudentiae naturalis, 1717

Geboren als Sohn des Theologen Daniel Gribner und der Rosina Elisabeth Horn, wuchs er nach dem Tod seines Vaters in der Familie des Lüder Mencken auf. Er besuchte die Nikolaischule seiner Vaterstadt und bezog in seinem 17. Lebensjahr die Universität Leipzig, wo er sich anfangs einem Studium der Theologie widmete. Auf den Rat des Stiefvaters wechselte er zu den Rechtswissenschaften. Nachdem er sich 1702 den akademischen Grad eines Magisters der Philosophie erworben hatte, promovierte er 1703 zum Doktor der Rechte und hielt Vorlesungen an der Leipziger Hochschule.
1706 erhielt er einen Ruf als Professor der Institutionen an der Universität Wittenberg und war damit verbunden Beisitzer der juristischen Fakultät, am Schöppenstuhl und am Wittenberger Konsistorium. Gribner verließ in seinen Vorlesungen zum Staatsrecht die Grundlagen der Überlieferungen. Dazu nutzte er die von ihm geschaffenen Thesen des Privatfürstenrechts und gewährte dem Naturrecht sowie dem einheimischen Recht Zugang zum Wittenberger Vorlesebetrieb. Er stieg zum Professor der Pandekten auf, war mehrfach Dekan der juristischen Fakultät und 1711, sowie 1717 Rektor der Wittenberger Hochschule. Seine Lehrbücher, besonders über die Grundlagen des gerichtlichen Prozesses, blieben noch Jahrzehnte Grundlage der Vorlesungen an der Wittenberger Hochschule.
Gribner hatte sich an Vorarbeiten für eine verbesserte Prozessordnung beteiligt. Daher rief ihn der kursächsische Hof 1717 nach Dresden, wo er ein entscheidender Vollender der neuen sächsischen Prozessordnung wurde. Man berief ihn dorthin als Hof- und Justizrat und er erhielt die Aufsicht über das königlich-sächsische Archiv. Nachdem er neun Jahre lang in diesen Ämtern gewirkt hatte, trat er nach dem Tod seines Stiefvaters an dessen Stelle als Ordinarius der juristischen Fakultät der Universität Leipzig. Er wurde zudem Decemvir in Leipzig und übernahm das mit der Ordinariusprofessur verbundene Kanonikat in Merseburg.

## Werkauswahl
- Principia processus iudiciarii in vsus priuatos auditorum conscripta. 1714 (mehrere Auflagen) (Digitalisat der Ausg. 1723)
- Principiorum Jurisprudentiae Naturalis Libri IV. 1710 (mehrere Auflagen)
  - Principia iurisprudentiae naturalis. Gottfried Zimmermann, Wittenberg 1717 (Latein, beic.it).
- Selectorvm Opvscvlorvm Ivris Pvblici Tomi IV.  Accedit Opvscvlorvm Ivris Privati Tomvs Vnvs Et Indices Copiosi. Halle (Saale) 1722. (Digitalisat)
- Exercitatio iuris publici de iure legitimandi comitum Palatinorum in terris principum Imperii. Gerdesius, Wittenberg 1708. (Digitalisat)
- Exercitationem iuris publ. qua ius restituendi famam principibus Imperii asseritur et vindicatur  Gerdes, Wittenberg 1710. (Digitalisat)
- De, his quae vulgo, sed perperam, ad iurisdictionem referuntur. Meyer, Wittenberg 1712. (Digitalisat)
- De praeiudicio principum Imperii ex abusu iuris Iustinianei dissertatio. Gerdes, Wittenberg 1715. (Digitalisat)
- Dissertatio de precibus primariis vicariorum Imperii. Gerdes, Wittenberg 1711. (Digitalisat)
- De iuribus vicariorum Imperii, illis in primis, quae perperam a nonnullis in dubium vocantur. Gerdes, Wittenberg 1711. (Digitalisat)
- Diss. Quibus additae Observat. Duae de Teudis Vexillorum, Progr. Disp. Inaug. Neuberi praemiss. Wittenberg 1711
- Dissertatio de precibus primariis vicariorum Imperii. Gerdes, Wittenberg 1708. (Digitalisat)
- Diss. Et aucta. Wittenberg 1711.
- De terris iuris Saxonici, von denen Landen des sächs. Rechts, und denen in das sächsische Vicariat gehörenden Enden. Gerdes, Wittenberg 1711. (Digitalisat)
- Spicilegium observationum miscellanearum de vicariis Imperii. Meyer, Wittenberg 1711. (Digitalisat)
- Exercitatio iuris publici De iuribus Palatinatus Saxonici duci electori propriis. Gerdes, Wittenberg 1715. (Digitalisat)
- Exercitatio iuris publici De iuribus Palatinatus Saxonici duci electori propriis. Gerdes, Wittenberg 1715. (Digitalisat)
- De titulo comitis Palatini Saxoniae in literis Henrici Illustris programma. Wittenberg 1715. (Digitalisat)
- Observationes Jvris Pvblici De Sigillo Majestatis Saxonico. Gerdes, Wittenberg 1712, 1718. (Digitalisat)
- Diss. De Friderico Sapiente, praefecto Praetorio, Progr. Disp. Inaug, G.H. Voelckelii. Wittenberg 1709
- Diss. De Jure Ciuitatis Germanicae Lusatiae competente, Progr., Disp. Inaug. I.I. Voelckelii. Wittenberg 1709
- Diss. De gerene Marchione Duce, Progr. Disp. Inaug. Jo. Jac. Starckii. Wittenberg 1710
- De observantiis collegiorum juridicorum occasione §. 49. Res. Grav. d. anno 1661. Wittenberg 1713. (Digitalisat)
- De Iure Incerto Ex Dvbia Legvm, Qvibus Vtimvr, Avctoritate Orivndo Dissertatio. Kreusig, Wittenberg 1715. (Digitalisat)
- De iure suffragandi principium imperii usu intermisso non pereunte dissertatio. Gerdes, Wittenberg 1716. (Digitalisat)
- Selecta Qvaedam Capita Ex Argvmento De Dominio Directo In Territorio Alieno Svmmos In Vtroqve Ivre Honores Obtinendi Cavsa. Kreusig, Wittenberg 1717. (Digitalisat)
- Meditationes Probabiles De Incestis Cum Novercae Matre Nuptiis, Von der Blutschande der Stief-Eltern, Stief-Kinder, und anderer dergleichen öffentlicher oder heimlicher Einlassung. Bossögel, Wittenberg 1709, 1719, 1744. (Digitalisat der Ausg. 1744)
- Utrum fratres instituta querela inofficiosi testamenti probare teneantur se non fuisse ingratos dispiciunt. Gerdes, Wittenberg 1710, 1718. (Digitalisat der Ausg. 1718.)
- Observationes selectas ex iurisprudentia criminali, de intercessione coniugum in delictis carnis, inprimis in crimine bigamiae. Gerdes, Wittenberg 1711, 1720. (Digitalisat)
- Diss. De Repetitione Tormentorum, confesso inficiante. Gerdes, Wittenberg 1714. (Digitalisat)
- De Vsv Tormentorvm Apvd Athenienses Programma. 1714. (Digitalisat)
- Diss diss. Mandato speciali, et Actibus, qui sine eo in iudicio peragi nequeunt.e Usu exceptionis Spolii in Foro Saxonico. Wittenberg 1717
- Diss. De Probationum, quae iurisiuriandi declinandi caussa suscipiuntur, ambagibus recidendis, et denegando a probatione ad iusiurandum regressu. Wittenberg 1716
- Observationes miscelianeae ad Litteras Caroli V. Imp. Quibus res a Ludovico, Com. Palat. Rhen. Interrege gestas, ratas habuit. Wittenberg 1711.
- Centuria Observationum Fori Ecclesiastici. Wittenberg 1712.
- Positiones iuris publici de directorio quod archi-cancellario Germaniae mortuo, absente vel impedito, imperii archi-marescallo competit. Kreusig, Wittenberg 1712. (Digitalisat)
- Diss. De Condictione indebiti contra rem iudicatam. Wittenberg 1713
- De Imputationbe Geradae in legitimam. Wittenberg 1713
- De his, quae ex iure protestantium matrimoniali ad reliquias sacramenti perperam referuntur, dissertatio.Kreusig,  Wittenberg 1715. (Digitalisat)
- Diss de Jure Territorii subordianti, Diss. I. Leipzig 1727
- Diss. Ad Caroli IV. A. Bullam Saxonicam. Leipzig 1728
- Diss. De Subseudorum Imperii, quae olim seuda fuerunt, praerogatiua. Wittenberg 1728
- Diss. De praecipuis Differentiis Juris Saxon. Elector et Lusat. Super. De Luitione fundi sub hasta venditi. Leipzig 1730
- Diss. De Feudis Imperii masculinis, non femininis. Leipzig 1732
- Diss. De Probatione Dominii per Juramenti Delationem. Leipzig 1733
- Principia Ivrisprvdentiae Privatae Illvstris, Oder: Grundsätze des gemeinen Staats-Rechts Grosser Herren und Fürsten. Weber, Erfurt/Leipzig 1745. (Digitalisat)